# جاستون ألفاريز سواريز
غاستون ماكسيميليانو ألفاريس سواريز (بالإسبانية: Gastón Maximiliano Álvarez Suárez)‏ (ولد بتاريخ 5 أبريل 1993 في قرطبة، الأرجنتين) وهو لاعب كرة قدم إماراتي-أرجنتيني يلعب كلاعب وسط في نادي شباب الأهلي الإماراتي.

## مسيرة اللاعب
لعب في عدة أندية أرجنتينية و احترف في الإمارات في نادي بني ياس في عام 2020 وانتقل إلى نادي شباب الأهلي في عام 2024 وحصل على الجنسية الإماراتية في عام 2024.

## وصلات خارجية
- Profile at BDFA (بالإسبانية)
- جاستون ألفاريز سواريز على موقع thefinalball.com220021
- غاستون ألفاريس سواريز على موقع قاعدة بيانات كرة القدم.إي يو (الإنجليزية)
- غاستون ألفاريس سواريز على موقع Soccerway.com (الإنجليزية)